# (5173) Stjerneborg
(5173) Stjerneborg est un astéroïde de la ceinture principale.

## Description
(5173) Stjerneborg est un astéroïde de la ceinture principale. Il fut découvert le 13 mars 1988 à Brorfelde par Poul Jensen. Il présente une orbite caractérisée par un demi-grand axe de 2,66 UA, une excentricité de 0,19 et une inclinaison de 11,8° par rapport à l'écliptique.

## Compléments